# Incognito (Spyro Gyra)
Incognito è il sesto album in studio del gruppo musicale statunitense Spyro Gyra, pubblicato nel 1982.
Il disco è stato classificato al secondo posto dalla rivista settimanale statunitense Billboard per la categoria Jazz Albums.

## Tracce
1. Last Exit (Tom Schuman) – 4:17
2. Old San Juan (Jay Beckenstein) – 6:41
3. Harbor Nights (Jay Beckenstein) – 4:22
4. Stripes (Jay Beckenstein) – 4:01
5. Oasis (Jeremy Wall) – 5:39
6. Incognito (Tom Schuman) – 5:56
7. Sueno (Jeremy Wall) – 4:05
8. Sojo Mojo (Jay Beckenstein) – 3:47

## Formazione
- Jay Beckenstein – sassofoni e percussioni
- Tom Schuman – piano elettrico e tastiere (tracce 1,2,3,5,6 e 8)
- Jorge Dalto – pianoforte (traccia 2)
- Rob Mounsey – tastiere e vocoder (tracce 2,3,5,6 e 7)
- Richard Tee – piano e organo (tracce 4 e 8)
- Jeremy Wall – piano elettrico (traccia 7)
- Steve Love – chitarre
- Hiram Bullock – chitarra (traccia 6), chitarra solo (traccia 1)
- Chet Catallo – chitarra (traccia 3), chitarra solo (traccia 4)
- John Tropea – chitarra (tracce 3,4), chitarra solo (tracce 5,7 e 8)
- Will Lee – basso (traccia 1)
- Marcus Miller – basso (tracce 2,3,4,5,6,7 e 8)
- Steve Gadd – batteria
- Gerardo Velez – percussioni (tracce 1,2,3 e 8)
- Manolo Badrena – congas e percussioni (tracce 1,2,5,6 e 7)
- Dave Samuels – marimba e vibrafono (tracce 2,3,6,7 e 8)
- Crusher Bennet – congas (tracce 5 e 7)
- Toots Thielemans – armonica (traccia 4)
- Tom Scott – lyricon (traccia 5)

### Altri musicisti
Sezione fiati
- Arrangiata da Jerry Hey e Jeremy Wall (traccia 5)
- Jerry Hey – tromba e flugelhorn
- Gary Grant – tromba e flugelhorn
- Tom Scott – sassofono e flauto
- Larry Williams – sassofono e flauto
- Bill Reichenbach – trombone

Sezione archi
- Arrangiata e condotta da Jeremy Wall
- Harry Lookofsky – primo violino
- Jonathan Abramowitz – violoncello
- Frederick Buldrini – violino
- Peter Dimitriades – violino
- Lewis Eley – violino
- Regis Iandioris – violino
- Harold Kohon – violino
- Jesse Levy – violoncello
- Guy Lumia – violino
- Marvin Morgenstern – violino
- Matthew Raimondi – violino
- Richard Yound – violino